# José Bordalás
José Bordalás Jiménez (Alicante, 5 maart 1964) is een Spaans voetbalcoach. Hij is sinds 2023 hoofdtrainer van Getafe C.F.

## Carrière
Bordalás speelde als aanvaller nooit hoger dan het vierde niveau in Spanje. Hij stond lang onder contract bij Hércules CF uit zijn geboortestad. Bij plaatsgenoot Alicante CF begon hij in 1993 zijn trainersloopbaan. Tussen oktober 2009 en april 2012 trainde hij Elche CF in de Segunda División. Na twee periodes bij AD Alcorcón trainde Bordalás in het seizoen 2015/16 Deportivo Alavés waarmee hij de Segunda División won. In september 2016 werd hij aangesteld bij Getafe CF als opvolger van Juan Esnáider. Met de club promoveerde hij in 2017 naar de Primera División. Daar leidde hij de club in het seizoen 2017/18 naar een achtste plaats en een seizoen later naar een vijfde plaats, het beste resultaat ooit voor Getafe. Het leverde Europees voetbal op en ook in de Europa League wist de ploeg van Bordalás te stunten. De Spanjaarden overleefden de groepsfase en wisten daarna zelfs Ajax uit te schakelen in de knock-outfase, uiteindelijk volgde de uitschakeling door Internazionale in de kwartfinales. Bordalás kreeg in 2019 de Trofeo Miguel Muñoz, van sportkrant Marca, voor beste trainer van het seizoen. Na afloop van het seizoen 2020/21 vertrok hij naar Valencia, waardoor er na vijf seizoenen een einde kwam aan zijn dienstverband bij Getafe. In 2023 tekende hij echter opnieuw voor Getafe.